# Rio Pirapetinga
 (novembre 2013).
Le rio Pirapetinga est un cours d'eau brésilien des États du Minas Gerais et de Rio de Janeiro et un affluent gauche du rio Paraíba do Sul. 

## Géographie
Il naît sur la municipalité de Leopoldina, dans le Minas Gerais, et se jette par la rive gauche dans le rio Paraíba do Sul sur la limite des communes de Pirapetinga et Santo Antônio de Pádua. À partir du point où il reçoit son affluent Córrego do Peitudo, le rio Pirapetinga sert de frontière entre les États du Minas Gerais et de Rio de Janeiro jusqu'à se jeter dans le rio Paraíba do Sul.
En langue locale, Pirapetinga signifie "petit poisson peint". Le Rio Pirapetinga trouverait l'origine de son nom dans les poissons colorés qui fréquentent depuis toujours ses eaux claires.